# Le Sixième Sens (série télévisée, 1972)
Cet article concerne la série télévisée de 1972. Pour la série télévisée de 1970, voir Le Sixième Sens.
Pour les articles homonymes, voir Sixième sens.
Le Sixième Sens (The Sixth Sense) est une série télévisée américaine de 25 épisodes de 45 minutes, créée par Anthony Lawrence et diffusée entre le 15 janvier 1972 et le 23 décembre 1972 sur le réseau ABC.
En France, seuls six épisodes ont été doublés en français et diffusés du 9 novembre 1974 au 2 mars 1975 dans La Une est à vous sur la première chaîne de l'ORTF. Rediffusion partielle en 1976 dans Samedi est à vous sur TF1. Rediffusion en septembre 1987 sur TF1. À l'occasion de la sortie du film Sixième Sens, la chaîne 13e rue rediffuse quatre épisodes, et programme deux inédits en VOST de la seconde saison (Once Upon a Shilling et If I Should Die Before I Wake).

## Historique
La série est basée sur le téléfilm Sweet, Sweet Rachel de 1971, qui devait être le pilote de la série. Mais les personnages et le concept ont été retravaillés entre-temps. Plus tard les épisodes du Sixième Sens ont été raccourcis et réutilisés en épisodes additionnels à la série Night Gallery lors de sa diffusion en syndication.

## Synopsis
Le docteur Michael Rhodes, spécialiste en parapsychologie, tente de résoudre toutes sortes de mystères surnaturels. Il est accompagné par son assistante Nancy Murphy et aide à l'occasion le lieutenant Woods dans des affaires sortant de l'ordinaire. Les maisons hantées, les esprits démoniaques, les sorcières et autres apparitions fantomatiques sont légion pour ce farouche combattant du paranormal.

## Fiche technique
- Titre français : Le Sixième Sens
- Titre original : The Sixth Sense
- Créateur : Anthony Lawrence
- Producteur : Stanley Shpetner
- Producteur associé : Robert F. O'Neill
- Superviseur de la musique : Hal Mooney
- Compositeur du thème musical de la première saison : David Shire
- Compositeur du thème musical de la seconde saison : Billy Goldenberg
- Compositeurs de musique : Billy Goldenberg, Robert Prince, Richard Clements, Gerald Fried et Lalo Schifrin
- Directeurs de la photographie : Enzo A. Martinelli et Richard A. Kelley
- Superviseur du montage : Richard Belding
- Monteurs : Bud Hoffman, John Elias, Jamie Caylor, John Kaufman, Lovel S. Ellis, Henry Batista, Edward A. Biery, Edward Haire et Jack W. Schoengarth
- Casting : Lynn Stalmaster
- Créateurs des décors : Archie J. Bacon et William H. Tuntke
- Créateurs des costumes : Grady Hunt et Burton Miller
- Société de production : Arwin Productions, ABC et Universal Television
- Distribution : ABC
- Pays d'origine :  États-Unis
- Langue : Anglais mono
- Couleur : Technicolor
- Ratio écran : 1.33:1 plein écran 4:3
- Format négatif : 35 mm
- Procédé cinématographique : Sphérique
- Durée : 25 x 60 minutes

## Distribution
- Gary Collins : Dr Michael Rhodes

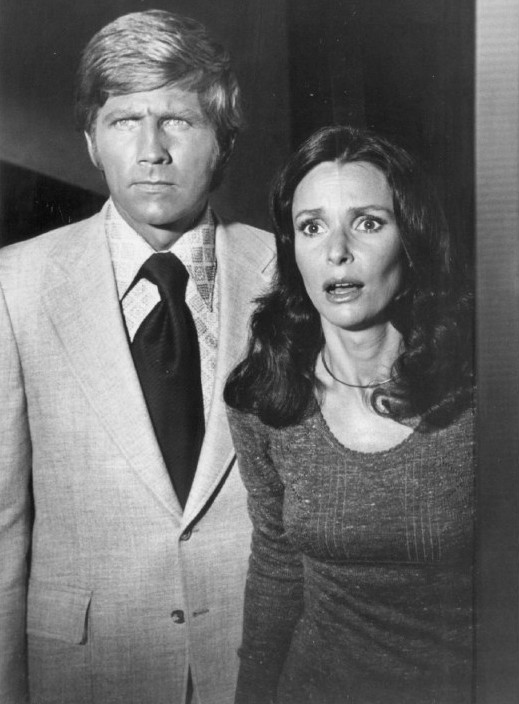
Gary Collins et Susan Strasberg

- Catherine Ferrar (en) : Nancy Murphy (6 épisodes)
- Percy Rodriguez : Lieutenant Woods / Sergent Bruckner (3 épisodes)
- Will Geer : Révérend Jordan (2 épisodes)
- Stefanie Powers : Jean Ames / Paula Norris (2 épisodes)
- Mary Ann Mobley : Lisa Wolf / Nancy Sutherland (2 épisodes)
- Rudy Solari : Détective Woods / Docteur Simmons (2 épisodes)
- June Allyson : Ruth Desmond
- Joseph Campanella : Paul Crowley
- Joan Crawford : Joan Fairchild
- Sandra Dee : Alice Martin
- Leif Erickson : Docteur Philip Ford
- Meg Foster : Carey Evers
- Belinda Montgomery : Tina Norris
- John Saxon : Docteur Harry Auden
- William Shatner : Edwin Danbury
- Anne Archer : Elizabeth Danbury
- Steve Forrest : Glen Tuttle
- Paul Michael Glaser : David Hall
- Lee Majors : Clayton Ross

Et bien d'autres...

## Épisodes
La plupart des épisodes n'ont pas été doublés à l'exception de ceux qui ont un titre en français. Durant de nombreuses années, les copies n'ont pu être récupérées du fait de leur remontage (De 50 à 25 minutes) pour la série Night Gallery de Rod Serling. En effet, ces dernières furent intégrées lors de la vente en syndication afin d'arriver à un total de plus de 100 épisodes, la norme obligatoire pour la vente sur les réseaux locaux américains. Ce n'est qu'en 2007 que l'intégralité des deux saisons fut diffusée dans son montage intégral sur la chaîne Chiller (en).
La série a vu passer de nombreuses vedettes du petit et du grand écran. On citera parmi tant d'autres : Belinda Montgomery (L'Homme de l'Atlantide), Jim McMullan (Mondwest la série), Leif Erickson (Le Grand Chaparral), John Saxon (Opération dragon), Tisha Sterling (Un shérif à New York), Susan Howard (Dallas), Joseph Campanella (Mannix), William Shatner (Star Trek), Lee Majors (L'Homme qui valait trois milliards), Stefanie Powers (Pour l'amour du risque), Jim Davis (Dallas), Bradford Dillman (Les Evadés de la planète des singes), Jess Walton (Les Feux de l'amour), Barbara Babcock (Dr Quinn, femme médecin), Sharon Gless (Cagney et Lacey), Joan Crawford (Le Roman de Mildred Pierce), Robert Foxworth (Falcon Crest), John Hillerman (Magnum), Pernell Roberts (Bonanza), Richard Hatch (Galactica) ou Tom Bosley (Happy Days).

### Première saison (hiver 1972)
1. I Do Not Belong to the Human World
2. Le cœur dans la tombe (The Heart That Wouldn't Stay Buried)
3. Lady, Lady, Take My Life
4. La maison qui appelait au secours (The House That Cried Murder)
5. The Man Who Died at Three and Nine
6. Can a Dead Man Strike from the Grave?
7. With This Ring, I Thee Kill!
8. Witch, Witch, Burning Bright
9. Eye of the Haunted
10. Echo of a Distant Scream
11. Whisper of Evil
12. Shadow in the Well
13. Face of Ice

### Deuxième saison (automne 1972)
1. Coffin, Coffin, in the Sky
2. Dear Joan: We're Going to Scare You to Death
3. Witness Within
4. With Affection, Jack the Ripper
5. Once Upon a Chilling
6. Through a Flame Darkly
7. La fiole introuvable (I Did Not Mean to Slay Thee)
8. And Scream by the Light of the Moon, the Moon
9. If I Should Die Before I Wake
10. Une clé pour l'au-delà (Five Widows Weeping (AKA Five Women Weeping))
11. Le gibet dans la tempête (Gallows in the Wind)
12. Les yeux qui ne voulaient pas mourir (The Eyes That Wouldn't Die)

## Commentaire
La série qui était diffusée sur le créneau horaire du samedi soir de 22 h sur ABC avait une rude concurrence sur CBS avec Mission : Impossible et sur NBC avec Banyon (en). Ces deux dernières étaient très populaires et battaient constamment en audience ABC. Malgré ces mauvais résultats, la série fut reconduite avec une campagne publicitaire plus grande ainsi qu'un budget en conséquence. Malgré tout, la série ne parvint jamais à s'imposer et s'arrêta en décembre 1972.

## Sortie DVD
L'intégralité des 25 épisodes est sortie dans un coffret 9 DVD chez l'éditeur Elephant Films le 1er octobre 2014 en version française et version originale sous-titrée. Il est à noter qu'il s'agit d'une exclusivité française car la série n'est sortie dans aucun autre pays, pas même son pays d'origine.